# Т2 Трейнспотинг
„Т2 Трейнспотинг“ (на английски: T2 Trainspotting) е британски филм от 2017 година, трагикомедия на режисьора Дани Бойл по сценарий на Джон Ходж, базиран на романите „Порно“ и „Трейнспотинг“ от Ървин Уелш. Главните роли се изпълняват от Юън Макгрегър, Юън Бремнър, Джони Лий Милър, Робърт Карлайл. С поддържаща роля участва българската актриса Анжела Недялкова.

## Сюжет
Внимание:  Текстът по-долу разкрива сюжета на произведението (или части от него)!
След събитията от първия филм минават почти двадесет години. 46-годишният Марк Рентън живее в Амстердам и получава инфаркт, докато спортува. Той не е употребявал наркотици от двадесет години, но започва да изпитва криза на средната възраст и носталгия по миналото, затова решава да се върне в родния Единбург. Междувременно „Спъд“ отново е наркозависим, след като се е разделил със съпругата си Гейл и загубил попечителството над сина си тийнейджър Фъргюс. Саймън „Болното момче“ Уилямсън злоупотребява с кокаин, участва в изнудване с българската си приятелка Вероника и управлява фалиращ пъб, който е наследил. Франсис „Франко“ Бегби излежава 25-годишна присъда, мечтаейки за кърваво отмъщение срещу Рентън.
Рентън посещава „Спъд“ навреме, предотвратява опита му за самоубийство и предлага на приятеля си помощ да се отърве от зависимостта си от хероин. След това Рентън посещава „Болното момче“, което се обръща срещу Рентън, искайки отмъщение за кражбата на парите. Намесата на Вероника спасява Рентън от екзекуция и за да успокои „Болното момче“, Рентън му дава 4000 паунда. Това е дялът на „Болното момче“ от сумата, която Рентън открадна преди двадесет години. „Болното момче“ сякаш се успокоява, но дълбоко в себе си все още гори от жажда за отмъщение. Бегби бяга от затвора и се връща в апартамента на бившата си съпруга Джун. Там той среща сина си Франк младши, когото принуждава да се присъедини към него и също да стане разбойник. Бегби се среща с „Болното момче“ и той разкрива, че Рентън е бил видян в Амстердам. „Болното момче“ обещава на Бегби да получи фалшив паспорт и да му помогне да отиде в Нидерландия.
Рентън, „Болното момче“ и Вероника измамно кандидатстват за бизнес субсидия от 100 хиляди паунда. Реално те планират да превърнат последния етаж на кръчмата в публичен дом, маскиран като сауна. Вероника се чувства привлечена от Рентън и те започват афера. „Спъд“ също участва в строежа, той среща Вероника и тя вдъхновява „Спъд“ да напише мемоари за живота им като наркомани. Междувременно една от жертвите на изнудването на „Болното момче“ го докладва на полицията и Рентън търси правен съвет от бившата си приятелка Даян Кулстън, която сега е адвокат. Приходите от престъпленията на „Болното момче“ отиват за плащане на съдебни такси и пристрастяването на „Болното момче“ към кокаин. Научавайки, че Рентън и „Болното момче“ планират да организират публичен дом, местните бандити, които контролират проституцията, влизат в игра. Нещастните престъпни „бизнесмени“ са отвлечени, отведени в гората и почти убити, принуждавайки ги да се откажат от идеята да построят публичен дом.
В един от нощните клубове Бегби случайно среща Рентън, но той успява да избяга. След това Бегби отива при „Спъд“, основателно предполагайки, че може да знае къде се крие Рентън. След като случайно прочита мемоарите на „Спъд“, Бегби научава, че Рентън някога е дал част от парите на „Спъд“. По това време Вероника идва при „Спъд“, Бегби открадва телефона ѝ и от нейно име изпраща съобщения до Рентън и „Болното момче“, като ги моли да дойдат в кръчмата в полунощ. Вероника кани „Спъд“ да замине с нея, като му обещава половината от стоте хиляди паунда. „Спъд“ обяснява, че не може да предаде приятелите си и че не може да има много пари, защото е наркоман. „Спъд“ моли неговият дял от парите да бъде прехвърлен на съпругата му Гейл и сина му Фъргюс. Вероника се съгласява и след това „Спъд“ помага за прехвърлянето на пари в сметката на Вероника, като фалшифицира подписите на Рентън и „Болното момче“.
„Спъд“ отива в кръчмата, където спасява приятелите си от Бегби, който едва не убива Рентън и „Болното момче“. Приятелите изоставят колата с Бегби в багажника пред портите на затвора. Вероника се връща при сина си в България. „Спъд“ успява да се пребори със зависимостта си от наркотици, пише книга с мемоари и възстановява отношенията си с Фъргюс и Гейл, която предлага на съпруга си оригиналното заглавие на книгата – „Трейнспотинг“. Рентън и „Болното момче“ подновяват старото си приятелство. Рентън се връща в къщата на вече овдовелия си баща и го прегръща в знак на помирение, след което Рентън отива в спалнята си, където започва да танцува на ремикс на песента „Lust for Life“.

## Актьорски състав
| Актьор           | Роля                                   |
| ---------------- | -------------------------------------- |
| Юън Макгрегър    | Марк „Червенокос“ Рентън               |
| Хамиш Хагърти    | младият Рентън                         |
| Бен Скелтън      | 9-годишният Рентън                     |
| Конър Макиндо    | 20-годишният Рентън                    |
| Юън Бремнър      | Даниел „Спъд“ Мърфи                    |
| Ейдън Хагарти    | 9-годишният „Спъд“                     |
| Джон Бел         | 20-годишният „Спъд“                    |
| Джони Лий Милър  | Саймън „Болното момче“ Уилямсън        |
| Логан Гилис      | 9-годишният Саймън                     |
| Джеймс МакЕлвар  | 20-годишният Саймън                    |
| Робърт Карлайл   | Франсис „Франко“ Бегби                 |
| Даниел Джаксън   | младият Бегби                          |
| Даниел Смит      | 9-годишният Бегби                      |
| Кристофър Мълън  | 20-годишният Бегби                     |
| Кели Макдоналд   | Даян Кулстън – бивша любовница на Марк |
| Джеймс Космо     | Дейви Рентън – бащата на Марк          |
| Шърли Хендерсън  | Гейл Мърфи                             |
| Ървин Уелш       | Майки Форестър                         |
| Анжела Недялкова | Вероника Ковач – приятелка на Саймън   |
| Стивън Робъртсън | Стодарт – адвокатът на Бегби           |
| Елек Киш         | Дозо                                   |
| Саймън Уиър      | „Затворническа къща“                   |
| Брадли Уелш      | г-н Дойл                               |
| Полин Търнър     | Джун Бегби                             |
| Кайл Фицпатрик   | Фъргюс Мърфи                           |
| Чарли Харди      | 9-годишният Фъргюс                     |
| Скот Грийнън     | Франко Бегби младши                    |
| Кейти Люн        | медицинска сестра                      |
| Майкъл Шоу       | 20-годишният Томи Макензи              |
| Илайджа Улф      | 9-годишният Томи                       |

## Снимачен процес
- „Т2 Трейнспотинг“ получава награди на БАФТА за Шотландия за най-добър филм, най-добър режисьор и най-добър актьор (за Юън Бремнър).[4]
- Първите кадри от филма на практика повтарят началото на първия филм „Трейнспотинг“ (1996), само че този път Рентън тича на бягаща пътека, а не по улиците на Единбург.
- „Престижното частно училище в Единбург“ всъщност е Университетът на Глазгоу.
- Джони Лий Милър предлага да обръсне главата си, за да изглежда по-възрастен, но режисьорът Дани Бойл настоя героят му от „Болното момче“ да запази емблематичната си руса коса.
- Когато обявява продължението на „Трейнспотинг“ в интервю, режисьорът Дани Бойл се шегува, че би искал да го нарече „T2“, ако Джеймс Камерън няма нищо против (известният филм на Камерън „Терминатор 2: Денят на страшния съд“ (1991) често се съкращава до „Т2“). Тъй като законно регистрираното заглавие на „Терминатор 2“ не е официално известно като „Т2“, Бойл може да използва заглавието без разрешение, но той се спира на „Т2: Trainspotting“, тъй като търсенето в интернет на „Т2“ все още води най-вече до сайтове, свързани с „Терминатор 2“.
- В едно от интервютата си Дани Бойл изразява голяма благодарност към Дейвид Бауи, тъй като му позволява да използва хитовете си във филма срещу много скромна такса. И така, в знак на уважение, Бойл решава да заснеме как Рентън разглежда колекцията си от записи и намира няколко албума на Бауи.
- Робърт Карлайл е далеч от семейството си по време на снимките. Той до такава степен влиза в образа на психопата Бегби, че се страхува да не влезе несъзнателно в конфликти с жена си и децата си.
- Въпреки че Ървайн Уелш пише продължение на своя роман „Trainspotting“ от 2002 г., наречено „Porno“, филмът всъщност е много свободно базиран на „Porno“. Това е предимно оригинална история, която включва някои неизползвани части от романа на „Trainspotting“ и някои елементи от „Porno“.
- В апартамента на „Болното момче“ зрителите могат да видят DVD копие на филма „28 дни по-късно“ (2002), също режисиран от Дани Бойл.
- В италианската версия на филма Рентън, „Болното момче“, „Спъд“, Бегби, Даяна и Гейл са дублирани от същите актьори като в първия филм.
- В края на филма се подразбира, че „Спъд“ е авторът на оригиналната книга „Trainspotting“. Много от неговите истории са дословни откъси от книгата, включително заглавия на глави.
- Актрисата Шърли Хендерсън първоначално има много повече текст, но няколко седмици преди снимките тя загубва гласа си и ролята ѝ трябва да бъде съкратена.
- В интервю от 2009 г. Робърт Карлайл разкрива, че героят му Бегби всъщност е гей. В този филм това е директно намекнато от факта, че Бегби няма нормална ерекция, когато прави секс с жена си.
- Заснемането на сцената, в която „Спъд“ пада от покрива на високата сграда, отнема цял ден.
- След преследването на паркинга във филма има сцена, в която Рентън отива в болницата, за да му зашият рана на ръката, и след това взима Даяна. След това Рентън спи на дивана ѝ, но става през нощта и почти влиза в спалнята ѝ, преди да промени решението си, а на следващия ден те най-накрая разговарят за предишната си връзка. Този епизод е премахнат по време на окончателното редактиране.